# François Drolet
François Louis Drolet (Sainte-Foy, 16 juli 1972) is een Canadees shorttracker.
In 1998 werd Drolet olympisch kampioen op de relay.

## Resultaten

### Olympische Winterspelen
| Jaar | Plaats | Resultaten               |
| ---- | ------ | ------------------------ |
| 1998 | Nagano | relay 16e 500m 11e 1000m |

1992: Kim, Lee, Mo, Song ·
1994: Carnino, Fagone, Herrnhof, Vuillermin ·
1998: Bédard, Campbell, Drolet, Gagnon ·
2002: Bédard, Gagnon, Guilmette, Tremblay, Turcotte ·
2006: Ahn, Lee, Seo, Song ·
2010: Bastille, Ch. Hamelin, F. Hamelin, Jean, Tremblay ·
2014: An, Grigorev, Jelistratov, Zacharov ·
2018: S. Liu, S.S. Liu, Knoch, Burján ·
2022: Ch. Hamelin, Dubois, Pierre-Gilles, Dion